# Stucco (Kurzfilm, 2019)
Stucco ist in Kurzfilm von Janina Gavankar und Russo Schelling.

## Handlung
Eine Frau mit Agoraphobie, die offenbar nicht mehr angstfrei das Haus verlassen kann (Hikikomori), versucht in ihrem Bungalow ein Bild aufzuhängen, wobei sie in die unerwartet nachgiebige Wand aus Gipskarton (ähnl. Stuck, engl. stucco) ein Loch schlägt. In der darauffolgenden Zeit träumt sie von dem Loch und von einer lange Zunge, die aus dem Loch herauskommt, und die sie mit ihrer eigenen in Ekstase liebkost.
Eines Morgens wird sie vom Klopfen an der Tür geweckt: Ein Mann bittet sie, ihn einzulassen um zu mit ihm zu reden. Während die Frau nicht antwortet sagt der Mann, dass er nur wissen möchte, wie lange es gedauert hatte. Die Frau meldet das Erscheinen des Mannes der Polizei, sagt aber auch, dass es eigentlich nicht sein Fehler sei. Die Polizei rät ihr, eine Kamera aufzustellen.
Auf einem Video sieht sie dann, dass sie in einem Zustand der Umnachtung abgetrennte Arme durch das Loch geschoben hat. Mit einem Bello vergrößert sie das Loch in der Wand, gerät dahinter in eine leere, dunkle Welt mit einer Art Thron, der aus den abgetrennten, noch lebenden Armen zu bestehen scheint. Der Frau wird von dem Thron herangezogen, setzt sich und wird mit einer organisch-hautartigen Kappe gekrönt. Als der Thron sie fester packt, greift sie plötzlich zum Bello und schlägt auf ihn ein. Sie erwacht aus einer Trance, als sie gerade hinter der durchbrochenen Wand vor ihrem Bungalow im Freien steht und auf ein Auto eingeschlagen hat.

## Produktion
Regie führten Janina Gavankar (auch Hauptrolle) und Russo Schelling, die auch das Drehbuch schrieben.
Eine erste Vorstellung des Films erfolgte am 8. August 2019 beim HollyShorts Film Festival. Nach der Absage des South by Southwest Film Festivals, wo der Film im März 2020 gezeigt werden sollte, stellten der Independentfilmverleih Oscilloscope Laboratories und das Technikunternehmen Mailchimp den Film 30 Tage lang kostenlos auf einer gemeinsamen Onlineplattform zur Verfügung. Hiernach können die Macher des Films entscheiden, ob sie ihn dort zwei weitere Jahre mit einer SVOD-Lizenz laufen lassen. Im August 2020 wurde er in der Hybrid-Version des Bentonville Film Festivals gezeigt, im September 2020 beim Atlanta Film Festival und im Oktober 2020 beim Mill Valley Film Festival.

## Auszeichnungen (Auswahl)
Bentonville Film Festival 2020
- Nominierung als Bester Kurzfilm[5]

South by Southwest Film Festival 2020
- Auszeichnung mit dem Special Jury Award in der Sektion Midnight Short (Janina Gavankar und Russo Schelling)
- Nominierung für den Grand Jury Award in der Sektion Midnight Short (Janina Gavankar und Russo Schelling)